# 羽沢向一
羽沢 向一（はざわ こういち）は、日本のジュブナイルポルノ小説家。別名義で市川光紀（いちかわみつき）、人魚蛟司（ひとおこうじ）という名前も使っている。人魚蛟司名義の時は、一般ライトノベルも出している。美少女文庫、あとみっく文庫などに掲載している。

## 作品一覧

### 羽沢向一名義

#### 青心社文庫
- 駅前怪猫談
- 学園秘芸帳(挿絵　西月力、5巻のみ横井レゴ）全5巻
- デルタリング(挿絵　横井レゴ）全3巻

#### 二次元ドリームノベルズ
- サンダークラップス(挿絵　せんばた楼) 全3巻　外伝あり
- 大江戸エルフ無頼帳 淫血刀の哭く夜(挿絵　せんばた楼)
- 女囚騎士セリシア(挿絵　あめいすめる) 全2巻未完
- 妖魔交渉人ルカ(挿絵　亀井)
- 魔法少女スプラッシュリセ(挿絵　みやま零)
- フェアリーフォース 異次元からの淫略(挿絵　高浜太郎)
- 鋼鉄闘姫ラン 陵辱のエクソダス(挿絵　高浜太郎)
- 退魔拳士キリカ 魔女の淫宴を叩け(挿絵　２号)
- 特犬捜査官みちる(挿絵　いのうえたくや)
- 学園双剣艶舞(挿絵　久水あるた）全2巻

#### あとみっく文庫
- 絢爛! 帝都少女探偵団 赤い謀略を撃て!(挿絵　R-Ex)
- 魔海少女ルルイエ・ルル(挿絵　ピエ～ル☆よしお)全2巻
- 魔王さま、異世界で勇者となる(挿絵　りょう＠涼)

#### リアルドリーム文庫
- 隣の人妻と女教師と僕(挿絵　みやびつづる)
- 女教師理紗　痴漢調教路線(挿絵　佐藤与志朗)
- 濡れる温泉郷　年上美女の誘惑祭りにようこそ(挿絵　木静謙二)
- 熟女がブルマに穿きかえたら　ママさんバレーパラダイス(挿絵　くろふーど)
- 家庭教師と隣の母娘 誘惑の個人授業(挿絵　まひるの影郎)
- 調教豪華客船　女子大生陵辱クルーズ(挿絵　asagiri)
- 恥ずかしい家庭教師でごめんなさい(挿絵　asagiri)

#### 美少女文庫
- 生徒会長を脱がそう!(挿絵　神無月ねむ)
- プリンセス☆占領学園(挿絵　あいざわひろし)

### 人魚蛟司名義

#### ビクターノベルズ
- バナナワニプリンセス